# 마과 (옷)

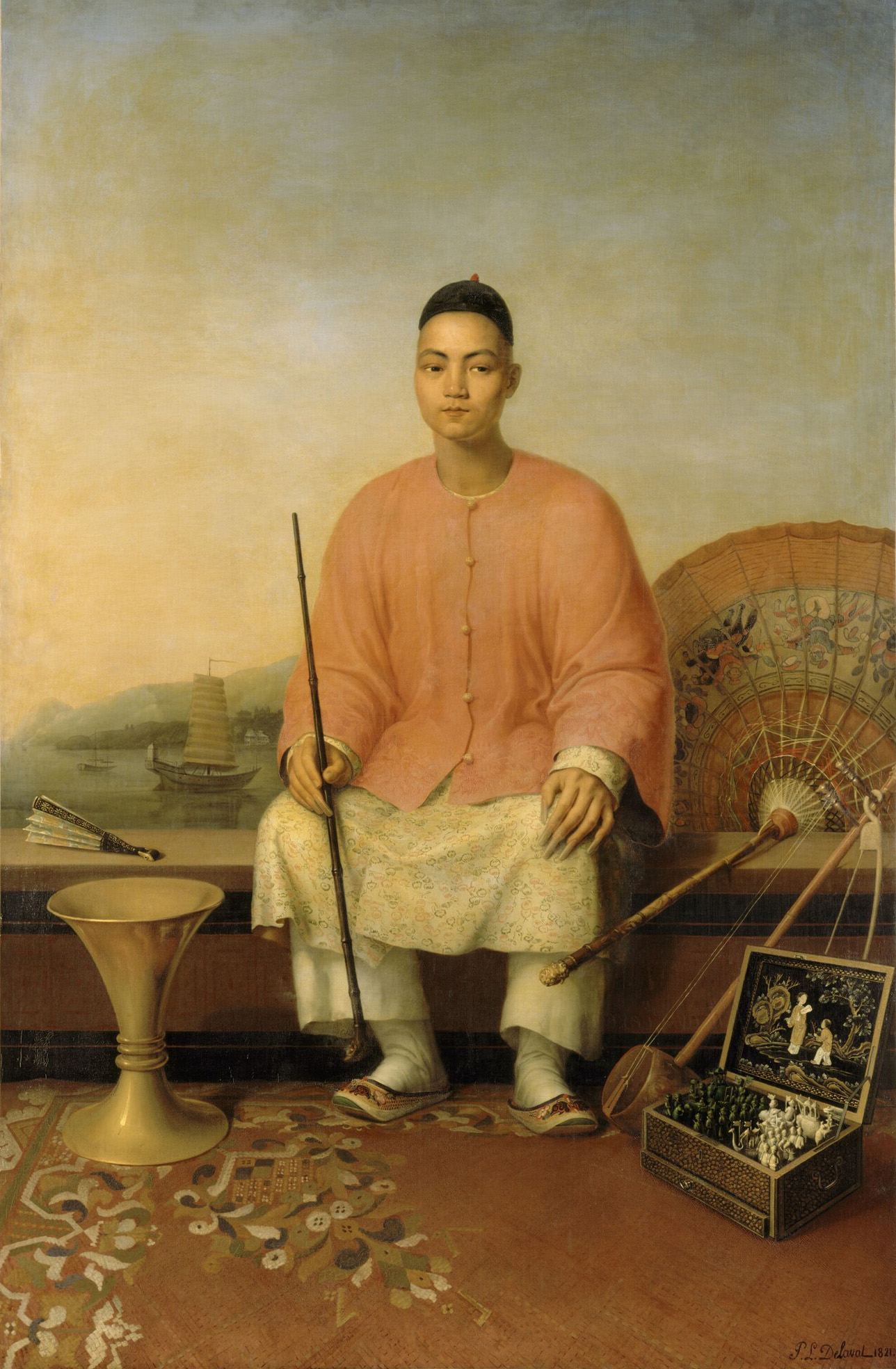
마과를 입은 만주족(피에르루이 들라발(Pierre-Louis Delaval)의 그림)

마과(중국어 간체자: 马褂, 정체자: 馬褂, 만주어: ᠣᠯᠪᠣ 올보) 또는 마괘는 중화인민공화국과 청나라, 객가인들의 전통 의상이다. 다지샨(중국어: 大襟衫)이라고도 한다. 순치제와 강희제 시기 중국 전역으로 확대되었다.

## 같이 보기
- 치파오